# Jan Raneke
Jan Erik Raneke, född 5 april 1914 i Vollsjö, Skåne, död 14 oktober 2007 i Lomma, var en svensk heraldiker, tecknare, grafiker och forskare.

## Biografi
Raneke genomgick Högre konstindustriella skolan i Stockholm och utbildade sig inledningsvis inom reklambranschen. Han doktorerade sedermera vid Lunds universitet.
1944–1968 var han anställd vid Fleronkoncernen i Malmö. Där väcktes hans intresse för kulturhistoria och heraldik. Som heraldisk konstnär och formgivare var han inspirerad av Friedrich Britze och Otto Hupp. Raneke komponerade över 300 vapen till personer, släkter, föreningar, kyrkliga samfälligheter och kommuner. På så sätt bidrog han aktivt till heraldikens breddning, modernisering och kvalitet. Bland annat komponerade han Lomma kommuns vapen. Hans tidiga vapenteckningar publicerades i Arvid Berghmans borgerliga vapenrullor och han tog 1963, tillsammans med Christer Bökwall, initiativ till den periodiskt utkommande Skandinavisk vapenrulla som forum för publicering av nyantagna vapen. Han utförde även ett stort antal exlibris. Tillsammans med Frithiof Dahlby utgav han 1967 Den svenska adelns vapenbok, med teckningar till samtliga då levande adelsätters vapen.
Som heraldisk forskare framlade han 1975 en vetenskaplig undersökning om Bergshammarsvapenboken. En medeltidsheraldisk studie, som blev hans doktorsavhandling vid Lunds universitet. Det var första gången sedan 1700-talet som en akademisk avhandling med ett heraldiskt tema presenterades. Åren 1982–1985 utgav han Svenska medeltidsvapen, en inventering av eftermedeltida avritningar av medeltida sigillvapen. År 1990 utgav han boken Svensk adelsheraldik i vilken ingår en faksimil av riksheraldikern Carl Arvid Klingspors vapenbok över samtliga svenska adelsvapen. År 1998 publicerade han den omfattande uppsatsen "Skåne Halland Blekinge. Landskapens vapenbilder" i Ale. Historisk tidskrift för Skåne Halland och Blekinge.
1959 medverkade Raneke till bildandet av den nordiska vetenskapliga heraldiska sammanslutningen Societas Heraldica Scandinavica, där han tillhörde styrelsen fram till 1983, från 1999 var han hedersledamot där. Han tillhörde Svenska nationalkommittén för genealogi och heraldik 1983–1989. Från 1991 var Raneke ledamot av Académie Internationale d'Héraldique. I september 1992 var han med och startade det tvärvetenskapliga samfundet Societas Ad Sciendum, tillsammans med Birger Bergh och Jan Gyllenbok. 
2002 erhöll Jan Raneke Svenska Heraldiska Föreningens förtjänstmedalj.
Jan Raneke var en världsbekant svensk heraldiker som förenade högklassigt konstnärskap med heraldisk forskning. Han är begravd på Lomma gamla kyrkogård.

## Utmärkelser
- Svenska Heraldiska Föreningens förtjänstmedalj i guld (SHFGM, 2002)
- Hedersmedlemskap i Societas Ad Sciendum (1993)
- Ledamot av Académie Internationale d'Héraldique (1991)